# Leslie Jordan
Leslie Allen Jordan, född 29 april 1955, död 24 oktober 2022, var en amerikansk skådespelare, komiker, författare och sångare. Hans tv-roller inkluderar Beverley Leslie på Will & Grace (2001–2006 och 2017–2020), flera karaktärer i American Horror StoryAmerican  (2013–2019), Sid i The Cool Kids (2018–2019), Phil i Call Me Kat (2021–2022) och Lonnie Garr i Hearts Afire (1993–1995). På scenen spelade han Earl "Brother Boy" Ingram i pjäsen Sordid Lives från 1996, och porträtterade senare karaktären i filmen från 2000 med samma namn. Under covid-19-pandemin blev Jordan en Instagram-kändis, och fick över 5,8 miljoner följare 2020 och publicerade sin självbiografi How Y'all Doing? Misadventures and Mischief from a Life Well Lived i april 2021.

## Tidigt liv
Jordan föddes d1955 och växte upp i Chattanooga, Tennessee. Han tog examen vid Brainerd High School. Jordan sa att hans mor Peggy Ann Jordan (född Griffin; 1935–2022), var stödjande och accepterande, trots att hon aldrig riktigt förstod honom. Jordans far, Allen Bernard Jordan, var major i United States Army Reserve och dog, tillsammans med två andra, i kraschen av ett civilt Beechcraft Debonair-flygplan i Camp Shelby, Mississippi, den 31 mars 1967, när Jordan var nästan 12 år gammal. I en intervju 2014 sa Jordan att han hade en svår tid under uppväxten i Southern Baptist Convention. "Jag blev döpt 14 gånger. Varje gång sa predikanten: 'Kom fram, syndare!' Jag skulle säga, 'Oooh, jag var ute i skogen med den där pojken. Jag borde gå framåt'."
Jordan flyttade till Los Angeles 1982, där han blev involverad i droger och alkohol och arresterades flera gånger. Han började skriva dagbok dagligen, vilket hjälpte honom att återhämta sig från sitt drog- och alkoholmissbruk. 2010 berättade Jordan för talkshowvärden Wendy Williams att han varit nykter i 13 år. I samma framträdande sa Jordan att innan han slutade dricka, delade han en gång en cell med Robert Downey Jr., och när de båda dök upp senare på Ally McBeal kunde Downey inte riktigt placera var de hade träffats tidigare.
Han var öppet gay. Tidigt under AIDS-krisen blev Jordan involverad i AIDS-projektet Los Angeles (APLA) som en så kallad "kompis" och som matleveransperson för Project Angel Food.

## Karriär

### Film och TV
Jordan började sin karriär 1986 och dök upp som Malone i äventyrsserien The Fall Guy. Han blev snabbt igenkänd i branschen för sin ringa storlek och sydstatsdialekt. Han dök upp som tidningsredaktör Mr. Blackly i filmen The Help. Hans tv-karriär inkluderar gästspel på Murphy Brown, Will & Grace, Lois & Clark: The New Adventures of Superman, Star Trek: Voyager, Caroline in the City, Pee-Wee's Playhouse, Reba, Boston Public, Boston Legal, Nash Bridges, American Horror Story och Hearts Afire. 1990 porträtterade Jordan skidpatrullchefen i Ski Patrol. 2007 gästspelade han i komedidramat Ugly Betty som kändis-trasher Quincy Combs, och spelade som Jesse Joe i det kortlivade tv-programmet Hidden Palms.
I tv-serien Will & Grace spelade Jordan Beverley Leslie, Karens pretentiösa, sexuellt tvetydiga rival, för vilken han fick ett Emmy-pris för enastående gästskådespelare i en komediserie vid den 58:e årliga Primetime Emmy Awards 2006. Hans Emmy Award gav honom en inbjudan att dela ut priserna för enastående skrivande för en komediserie och enastående regi för en komediserie vid Emmy Awards med Cloris Leachman en vecka senare. Jordan spelade huvudrollen i pilotavsnittet av Laugh Out, världens första interaktiva komedishow med HBTQ-tema. Den 18 augusti 2014 blev Jordan huskamrat i den fjortonde säsongen av den brittiska dokusåpan Celebrity Big Brother. Han var den andra personen som lämnade Big Brother-huset. I januari 2015 gästspelade Jordan i den brittiska situationskomedin Benidorm i två avsnitt, som karaktären Buck A. Roo. Den 1 november 2017 dök Jordan upp i det nya brittiska tv-dramat Living the Dream, producerat gemensamt av Sky och Big Talk Productions, men stämplat som en Sky Original Production. Under 2018–2019 spelade Jordan i FOX-situationskomedin The Cool Kids tillsammans med Martin Mull, Vicki Lawrence och David Alan Grier.
Den 2 april 2020 tillkännagavs att Jordan skulle spela rollen som Phil i Fox-serien Call Me Kat, tillsammans med Mayim Bialik, Swoosie Kurtz, Kyla Pratt och Cheyenne Jackson. 2021 var Jordan gästpanelmedlem i säsong sex av The Masked Singer under vecka 5 där han också gjorde ett framträdande av "This Little Light of Mine" som "Soft Serve". Han återvände senare som gästpanelmedlem i säsong sju och säsong åtta, där den senare var ett av hans sista framträdanden före hans död.

### Teater
Jordan spelade Earl "Brother Boy" Ingram i Sordid Lives, och porträtterade även denna karaktär i den populära kultfilmen med samma namn. Jordan återtog rollen i en tv-sänd spinoff av filmen, som sändes på Logo, där han spelade en karaktär som är institutionaliserad på ett mentalsjukhus. Han skrev och spelade i den självbiografiska pjäsen Lost in the Pershing Point Hotel, som också gjordes till en film. 2004 turnerade han landet och framförde sin enmanskomedi, Like a Dog on Linoleum, som fick allmänt positiva recensioner.
Jordans första självbiografiska scenshow hette Hysterical Blindness and Other Southern Tragedies That Have Plagued My Life Thus Far, med musik och text av Joe Patrick Ward. Produktionen, där Jordan backades upp av en gospelkör som sjöng satiriska sånger om rasism och homofobi, producerades off-Broadway på SoHo Playhouse och pågick i sju månader. Därefter destillerade han sina erfarenheter av att växa upp som en feminin, liten pojke i söder och i showbranschen till en självbiografisk enmansshow, My Trip Down the Pink Carpet som också blev en bok. Under öppningen av My Trip Down the Pink Carpet slutade Jordans mikrofon att fungera, men han fortsatte med showen som om ingenting hänt; showen blev en succé. Efter att ha turnerat landet i flera månader med produktionen, öppnade showen off-Broadway på Midtown Theatre den 19 april 2010. Showen producerades av Jordans vän, skådespelerskan Lily Tomlin. Jordan meddelade på The Paul O'Grady Show att han skulle ta med sin show till Londons Apollo Theatre.

### Musik
Jordan släppte gospelalbumet Company's Comin' 2021.

### Sociala medier
Vid tiden för sin död hade Jordan samlat på sig 5,8 miljoner Instagram-följare. Hans följare växte avsevärt som svar på hans komediinlägg under covid-19-pandemin.

## Död
Den 24 oktober 2022, ungefär klockan 09:30 PDT, medan han körde på väg för att filma scener till Call Me Kat, körde Jordans bil in en byggnad vid Cahuenga Boulevard och Romaine Street i Hollywood. Han tros ha upplevt en medicinsk episod som ledde till kraschen. Jordan förklarades död på platsen. Han var 67 år gammal.

## Filmografi

### Film
| År   | Titel                                                                  | Roll                      | Noter                            |
| ---- | ---------------------------------------------------------------------- | ------------------------- | -------------------------------- |
| 1988 | Moving                                                                 | Kund på bar               |                                  |
| 1990 | Ski Patrol                                                             | Murray                    |                                  |
| 1992 | Hero                                                                   | Domstolstjänsteman        |                                  |
| 1992 | Missing Pieces                                                         | Krause                    |                                  |
| 1993 | Jason Goes to Hell: The Final Friday                                   | Shelby                    |                                  |
| 1995 | Black Velvet Pantsuit                                                  | Ernie                     |                                  |
| 1996 | Shoot the Moon                                                         |                           |                                  |
| 1997 | Two Weeks from Sunday                                                  |                           | Kortfilm                         |
| 1998 | Goodbye Lover                                                          | Homer                     |                                  |
| 1998 | Hamburger Helper                                                       | Larry Lewis               | Kortfilm                         |
| 1999 | Eat Your Heart Out                                                     | Direktör                  |                                  |
| 2000 | John John in the Sky                                                   | Tot Dixon                 |                                  |
| 2000 | Lost in the Pershing Point Hotel                                       | Berättare                 | Författare                       |
| 2000 | Sordid Lives                                                           | Earl "Brother Boy" Ingram |                                  |
| 2001 | The Gristle                                                            | Jake Bennett              |                                  |
| 2003 | Farm Sluts                                                             | Obducent                  | Kortfilm                         |
| 2003 | Moving Alan                                                            | Arthur                    |                                  |
| 2004 | Home on the Range                                                      | Fotograf (röst)           |                                  |
| 2004 | Madhouse                                                               | Dr. Morton                |                                  |
| 2005 | Sissy Frenchfry                                                        | Rektor                    | Kortfilm                         |
| 2007 | Watch & Learn                                                          | Martin                    | Kortfilm                         |
| 2007 | Undead or Alive: A Zombedy                                             | Padre                     |                                  |
| 2008 | Roadside Romeo                                                         | Ytterligare röster        |                                  |
| 2009 | Eating Out 3: All You Can Eat                                          | Harry                     |                                  |
| 2009 | Rockabilly Baby                                                        |                           | Författare                       |
| 2010 | Demonic Toys: Personal Demons                                          | Prof. Butterfield         |                                  |
| 2010 | Love Ranch                                                             | Mr. Hainsworth            |                                  |
| 2010 | Leslie Jordan: My Trip Down the Pink Carpet                            | Sig själv                 | Stand upp (även en bok)          |
| 2011 | The Help                                                               | Mr. Blackly               |                                  |
| 2011 | Mangus!                                                                | Bruce Jackson             |                                  |
| 2012 | Hollywood to Dollywood                                                 | Sig själv                 |                                  |
| 2012 | Yahoo! News/Funny or Die GOP Presidential Online Internet Cyber Debate | Ron Paul                  |                                  |
| 2013 | Southern Baptist Sissies                                               | Peanut                    |                                  |
| 2014 | Lucky Dog                                                              | Mr. Kaufman               |                                  |
| 2016 | Fear, Inc.                                                             | Judson                    |                                  |
| 2017 | A Very Sordid Wedding                                                  | Earl "Brother Boy" Ingram |                                  |
| 2021 | The United States vs. Billie Holiday                                   | Reginald Lord Devine      |                                  |
| TBA  | Strangers in a Strange Land                                            | Gentleman                 | Efterbearbetning; släpps postumt |

### TV
| År                   | Titel                                        | Roll                              | Noter                                           |
| -------------------- | -------------------------------------------- | --------------------------------- | ----------------------------------------------- |
| 1986                 | The Fall Guy                                 | Malone                            |                                                 |
| 1986                 | The Wizard                                   | Jimmy                             |                                                 |
| 1987                 | CBS Summer Playhouse                         | Worm                              |                                                 |
| 1988                 | Frankenstein General Hospital                | Iggy                              |                                                 |
| 1988                 | Rätt i natten                                | Irwin                             |                                                 |
| 1989                 | Midnight Caller                              | Little Bob Johnson                |                                                 |
| 1989                 | Murphy Brown                                 | Kyle                              |                                                 |
| 1989                 | Newhart                                      | L. Gardner                        |                                                 |
| 1989                 | The People Next Door                         | Truman Fipps                      | 10 avsnitt                                      |
| 1989                 | The Road Raiders                             | Whip                              | Okrediterad                                     |
| 1990                 | American Dreamer                             | Short                             |                                                 |
| 1990                 | Babes                                        | Clem                              |                                                 |
| 1990                 | Pee-wee's Playhouse                          | Busby                             |                                                 |
| 1990                 | Sugar and Spice                              | Monsieur Jacques                  |                                                 |
| 1991                 | Top of the Heap                              | Emmet Lefebvre                    | 6 avsnitt                                       |
| 1992                 | Bodies of Evidence                           | Lemar Samuels                     | 16 avsnitt                                      |
| 1992                 | Perfect Strangers                            | Rob Bob Phillips                  |                                                 |
| 1993                 | Getting By                                   | Mr. Bergner                       |                                                 |
| 1993–1994            | Lois & Clark: The New Adventures of Superman | Alan Morris / Den osynlige mannen |                                                 |
| 1993                 | Nurses                                       | Mr. Cooley Waits                  |                                                 |
| 1993–1995            | Hearts Afire                                 | Lonnie Garr                       | 28 avsnitt                                      |
| 1995                 | Charlie Grace                                | Darnell Sims                      |                                                 |
| 1995                 | Courthouse                                   | Mr. Barnes                        |                                                 |
| 1996                 | Coach                                        | Blatt                             |                                                 |
| 1996                 | Star Trek: Voyager                           | Kol                               | Avsnitt: "False Profits"                        |
| 1996                 | Mr. & Mrs. Smith                             | Earl Borden                       |                                                 |
| 1997                 | Arli$$                                       | Skip Lloyd                        |                                                 |
| 1997                 | The Pretender                                | Pat                               |                                                 |
| 1997                 | Weird Science                                | Boyd Butayne                      |                                                 |
| 1997                 | Wings                                        | Teddy Kolb                        |                                                 |
| 1998                 | Buddy Faro                                   | Frankie Delgado                   |                                                 |
| 1998                 | Caroline in the City                         | Dr. Leslie                        |                                                 |
| 1998                 | Dharma & Greg                                | Kenny                             |                                                 |
| 1998                 | Ellen                                        | Top Studio Executive              |                                                 |
| 1998                 | Maximum Bob                                  | Cletus Huntley                    |                                                 |
| 1998                 | Pacific Blue                                 | Bo Nyby                           |                                                 |
| 1999                 | Martial Law                                  | Horatio Hawkins                   |                                                 |
| 2000                 | Any Day Now                                  | Stor polis                        |                                                 |
| 2000                 | FreakyLinks                                  | Hotelltjänsteman                  |                                                 |
| 2000                 | Nash Bridges                                 | Walter Marley                     |                                                 |
| 2000                 | Sabrina tonårshäxan                          | Chuck                             |                                                 |
| 2000, 2002           | Son of the Beach                             | Jordan                            | 2 avsnitt                                       |
| 2000                 | The Strip                                    | Gaston                            |                                                 |
| 2001                 | Ally McBeal                                  | Dr. Benjamin Harris               |                                                 |
| 2001–2002            | Boston Public                                | Dr. Benjamin Harris               | Återkommande roll; 5 avsnitt                    |
| 2001–2006, 2017–2020 | Will & Grace                                 | Beverley Leslie                   | 17 avsnitt                                      |
| 2003                 | Vem dömer Amy?                               | Reginald Hoyt                     |                                                 |
| 2003–2004            | Reba                                         | Terry / Juvelerare                | Återkommande roll; 3 avsnitt                    |
| 2003                 | Tracey Ullman in the Trailer Tales           | Rog Monroe                        |                                                 |
| 2004                 | George Lopez                                 | Doktor                            | Avsnitt: "Leave It To Lopez"                    |
| 2004                 | Monk                                         | Stadstjänsteman                   |                                                 |
| 2005–2006            | American Dad!                                | Beauregard LaFontaine (röst)      | 2 avsnitt                                       |
| 2005                 | Boston Legal                                 | Bernard Ferrion                   | Återkommande roll; 6 avsnitt                    |
| 2005                 | Chasing Christmas                            | Past                              |                                                 |
| 2007                 | Ugly Betty                                   | Quincy Combs                      | Avsnitt: "Punch Out"                            |
| 2007                 | Hidden Palms                                 | Jesse Jo                          | Återkommande roll; 5 avsnitt                    |
| 2008                 | 12 Miles of Bad Road                         | Kenny Kingman                     | Återkommande roll; 6 avsnitt                    |
| 2008                 | Privileged                                   | Dale Dart                         |                                                 |
| 2008                 | Sordid Lives: The Series                     | Earl "Brother Boy" Ingram         | 10 avsnitt                                      |
| 2008–2011            | Under the Pink Carpet                        | Sig själv                         | 4 avsnitt                                       |
| 2009                 | Alligator Point                              |                                   |                                                 |
| 2009                 | Glenn Martin, DDS                            | Ytterligare röster                |                                                 |
| 2011                 | Desperate Housewives                         | Felix Bergman                     |                                                 |
| 2011                 | Shake It Up                                  | Theodore Van Glorious             |                                                 |
| 2012                 | DTLA                                         | Theatre Director                  |                                                 |
| 2012                 | The Game                                     | Donatella Sweetescott             |                                                 |
| 2012–2013            | Raising Hope                                 | Reverend Bob                      |                                                 |
| 2012                 | The Secret Life of the American Teenager     |                                   | Avsnitt: "I Do and I Don't..."                  |
| 2012                 | The Neighbors                                | Carla                             | Avsnitt: "Thanksgiving Is for the Bird-Kersees" |
| 2013                 | The Exes                                     | Percy                             | Avsnitt: "Toy Story"                            |
| 2013                 | American Horror Story: Coven                 | Quentin Fleming                   | Återkommande roll; 3 avsnitt                    |
| 2013–2022            | RuPaul's Drag Race                           | Sig själv                         | 2 avsnitt; gästdomare/gästregissör              |
| 2013                 | Supernatural                                 | Yorkie, Mutt (röst)               | Avsnitt: "Dog Dean Afternoon"                   |
| 2013                 | Baby Daddy                                   | Edwin the Mall Elf                | Avsnitt: "Emma's First Christmas"               |
| 2014                 | Partners                                     | Marion Phillips                   | Avsnitt: "Jurist Prudence"                      |
| 2014                 | Celebrity Big Brother UK                     | Sig själv                         | säsong 14, 12 avsnitt                           |
| 2015                 | Benidorm                                     | Buck A. Roo                       | Säsong 7, avsnitt 1 och 2                       |
| 2015–2017            | Con Man                                      | Leslie Jordan / 'Curley'          | Återkommande roll; 6 avsnitt                    |
| 2016                 | American Horror Story: Roanoke               | Ashley Gilbert                    | Återkommande roll; 3 avsnitt                    |
| 2016                 | K.C. Hemlig agent                            | Cecil B. DeVille                  |                                                 |
| 2017                 | Life in Pieces                               | Neils                             | Avsnitt: "Poison Fire Teats Universe"           |
| 2017–2019            | Living the Dream                             | Aiden                             |                                                 |
| 2018                 | The Last Sharknado: It's About Time          | Benjamin Franklin                 |                                                 |
| 2018–2019            | The Cool Kids                                | Sid                               | Huvudroll                                       |
| 2019                 | American Horror Story: 1984                  | Courtney                          | Återkommande roll; 4 avsnitt                    |
| 2021–2022            | Call Me Kat                                  | Phil                              | Huvudroll                                       |
| 2021                 | The Great North                              | Thomas Wintersbone (röst)         | Avsnitt: "Pride and Prejudice Adventure"        |
| 2021                 | Fantasy Island                               | Jasper                            | Avsnitt: "Día de los Vivos"                     |
| 2021                 | Special                                      | Charles                           | Avsnitt: "Why Is No One Ready?"                 |
| 2021-2022            | The Masked Singer                            | Soft Serve/Gästpanelist           | 4 avsnitt                                       |
| 2022                 | Trixie Motel                                 | Sig själv                         | Avsnitt: "Malibu Barbara"                       |

Den här artikeln är helt eller delvis baserad på material från engelskspråkiga Wikipedia, Leslie Jordan.